# Michelle Toro
Michelle Toro, nascida Williams (Pretória, 2 de janeiro de 1991) é uma nadadora canadense, medalhista olímpica.

## Carreira

### Rio 2016
Williams competiu na natação nos Jogos Olímpicos de Verão de 2016 e conquistou a medalha de bronze com o revezamento 4x100 metros livre.